# 通商口岸
通商口岸一般指近现代西方列强通过不平等条约在中国、日本、朝鲜半岛开辟以供国际贸易的条约口岸（英語：Treaty Port）。在中国近现代史中，清政府曾经在条约规定的约开口岸之外自愿开放部分口岸以供通商，因此被称作自辟口岸，二者合称商埠。
通商口岸是国际贸易中商品、服务、资金流动的关键地点，通常由海关、检验检疫、边防等机构管理。这些口岸是进出口货物的集散地，也是跨国商业活动的重要枢纽。

## 中国的商埠

### 根据条约开放的商埠

#### 英国
- 南京条约（1842年8月29日）：广州、福州、厦门、宁波、上海
- 天津条约（1858年6月26日）：牛庄（后改为营口）、登州（后改为烟台）、台湾（台南）、潮州（实际在汕头）、琼州（实际在海口）、镇江、汉口、九江、淡水、南京
- 北京条约（1860年10月24日）：天津
- 烟台条约（1876年9月13日）：宜昌、芜湖、温州、北海
- 新订烟台条约续增专条（1890年3月31日）：重庆
- 藏印议订附约（1893年12月5日）：亚东
- 续议缅甸条约附款（1897年2月4日）：腾越、梧州、三水（三水县江根墟）
- 续议通商行船条约（1902年9月5日）：长沙、万县、安庆、惠州、江门
- 续订藏印条约（1906年4月27日）：江孜、噶达克、亚东

#### 俄国
- 伊犁塔尔巴哈台通商章程（1851年8月6日）：伊犁、塔尔巴哈台（今塔城）
- 北京条约（1860年11月24日）：喀什、库伦（今乌兰巴托）、张家口
- 伊犁条约（1881年2月24日）：肃州（嘉峪关）、乌鲁木齐、哈密、古城（奇台）、吐鲁番、科布多、乌里雅苏台

#### 法国
- 天津条约（1858年6月27日）：臺灣（今臺南市安平區）、淡水（今新北市淡水區）、潮州、琼州、江宁（南京）
- 续议商务专条（1887年6月26日）：龙州、蒙自、蛮耗（今蔓耗镇）
- 续议商务专条附章（1895年6月21日）：思茅、河口

#### 美国
- 通商行船续约（1903年10月8日）：奉天（沈阳）、安东（丹东）

#### 日本
- 马关条约（1895年4月17日）：沙市、重庆、苏州、杭州
- 通商行船续约（1903年10月8日）：长沙、奉天（沈阳）、大东沟（丹东）
- 会议东三省事宜正约（1905年12月22日）：凤凰城（凤城）、辽阳、新民屯（新民）、铁岭、通江子（通江口）、法库门（法库）、宽城子（长春）、吉林、哈尔滨、宁古塔（宁安）、珲春、三姓（依兰）、齐齐哈尔、海拉尔、瑷珲、满洲里
- 图们江中韩界务条款（1909年9月4日）：龙井、局子街（延吉）、头道沟、百草沟

根据片面最惠國待遇的原则，一旦与上述国家中的一国签订条约开放商埠，则其他国家自动取得在相应商埠地的一切权利。其中，日本在沙市、重庆、苏州、杭州的四处商埠地，被一些中国历史学家算作租界。

### 自辟商埠
1898年，清朝帮办路矿大臣张翼奏请朝廷开辟秦皇岛为商埠。光绪皇帝钦定，将秦皇岛辟为商埠。1899年，福建三都澳、湖南岳州被开辟为商埠地。1904年，山东巡抚周馥与其前任袁世凯联名上奏朝庭，要求济南、周村、潍县三地自开商埠，于5月得到批准。1922年12月10日，中国收回胶澳（今青岛），开为商埠，设立胶澳商埠督办公署，直属北洋政府，其行政区域与德胶澳租借地相同。1929年4月，南京国民政府接管胶澳商埠，后改为青岛特别市。

## 日本的商埠
- 横滨（1859年开放）
- 长崎（1859年开放）
- 函馆（1859年开放）
- 神户（1868年开放）
- 大阪（1868年开放）
- 东京（1869年开放）
- 新潟（1869年开放）

## 朝鲜的商埠
- 仁川
- 釜山
- 元山
- 南浦